# Persone di nome Vadim
| Questa pagina contiene informazioni ricavate automaticamente dalle voci biografiche con l'ausilio del template Bio e di un bot. L'aggiornamento è periodico e automatico e ricostruisce completamente la pagina. Se manca una persona in questa lista, sei pregato di non aggiungerla, ma accertati piuttosto che la sua voce biografica contenga il template Bio e che i dati anagrafici siano correttamente compilati. Se il template Bio manca, inseriscilo tu stesso o, in alternativa, metti l'avviso {{tmp\|Bio}} che ne segnala la mancanza. Se i dati riportati sono sbagliati, correggi direttamente la voce biografica; le modifiche saranno visibili in questa lista entro pochi giorni. Per chiarimenti vedi il progetto antroponimi. La lista contiene solo le 60 persone che sono citate nell'enciclopedia e per le quali è stato implementato correttamente il template Bio. Pagina aggiornata al 16 ott 2024. |

Questa è una lista di persone presenti nell'enciclopedia che hanno il prenome Vadim, suddivise per attività principale.

## Allenatori di calcio(4)
- Vadim Abramov, allenatore di calcio e ex calciatore uzbeko (Baku, n. 1953)
- Vadim Boreț, allenatore di calcio e ex calciatore moldavo (Chișinău, n. 1976)
- Vadim Evseev, allenatore di calcio e ex calciatore russo (Mytišči, n. 1976)
- Vadim Ivanov, allenatore di calcio e calciatore sovietico (Nižnij Tagil, n. 1943 - Vologda, † 1996)

## Allenatori di calcio a 5(1)
- Vadim Jašin, allenatore di calcio a 5 e ex giocatore di calcio a 5 russo (n. 1971)

## Attori(2)
- Vadim Glowna, attore, regista e produttore cinematografico tedesco (Eutin, n. 1941 - Berlino, † 2012)
- Vadim Schneider, attore francese (Parigi, n. 1986 - Montréal, † 2003)

## Calciatori(17)
- Vadim Afonin, ex calciatore uzbeko (Tashkent, n. 1987)
- Vadim Bolohan, calciatore moldavo (Sîngerei, n. 1986)
- Vadim Cemîrtan, ex calciatore moldavo (Tighina, n. 1987)
- Vadim Crîcimari, calciatore moldavo (Chișinău, n. 1988)
- Vadim Călugher, calciatore moldavo (Orhei, n. 1995)
- Vadim Demidov, ex calciatore norvegese (Riga, n. 1986)
- Vadim Dijinari, calciatore moldavo (Bender, n. 1999)
- Vadim Gulceac, calciatore moldavo (n. 1998)
- Vadim Harchenko, calciatore kirghiso (n. 1984)
- Vadim Karpov, calciatore russo (Kotlas, n. 2002)
- Vadim Nikonov, ex calciatore sovietico (Mosca, n. 1948)
- Vadim Paireli, calciatore moldavo (Tiraspol, n. 1995)
- Vadim Pavlenko, calciatore sovietico (Mosca, n. 1955 - Mosca, † 2000)
- Vadim Rakov, calciatore russo (n. 2005)
- Vadim Rață, calciatore moldavo (Chișinău, n. 1993)
- Vadim Steklov, ex calciatore russo (Mosca, n. 1985)
- Vadim Vasilyev, ex calciatore azero (Baku, n. 1972)

## Cestisti(2)
- Vadim Kapranov, cestista e allenatore di pallacanestro sovietico (Mosca, n. 1940 - Mosca, † 2021)
- Vadim Panin, ex cestista russo (Mosca, n. 1984)

## Ciclisti su strada(1)
- Vadim Pronskij, ciclista su strada kazako (Astana, n. 1998)

## Danzatori(1)
- Vadim Muntagirov, ballerino russo (Čeljabinsk, n. 1990)

## Direttori della fotografia(1)
- Vadim Jusov, direttore della fotografia russo (Klavdino, n. 1929 - Mosca, † 2013)

## Hockeisti su ghiaccio(2)
- Vadim Krasnoslobodcev, hockeista su ghiaccio kazako (n. 1983)
- Vadim Šipačëv, hockeista su ghiaccio russo (Čerepovec, n. 1987)

## Ingegneri(1)
- Vadim Borisovič Šavrov, ingegnere aeronautico e storico sovietico (Mosca, n. 1898 - Mosca, † 1976)

## Lottatori(2)
- Vadim Bogiev, ex lottatore russo (n. 1970)
- Vadim Guigolaev, lottatore russo (Beslan, n. 1979)

## Matematici(1)
- Vadim Gerasimov, matematico e programmatore russo (Novovoronež, n. 1969)

## Nuotatori(2)
- Vadim Alekseev, ex nuotatore sovietico (Alma-Ata, n. 1970)
- Vadim Jaroščuk, ex nuotatore sovietico (Kryvyj Rih, n. 1966)

## Pallanuotisti(2)
- Vadim Guljaev, pallanuotista sovietico (Mosca, n. 1941 - Mosca, † 1999)
- Vadim Rojdestvenskiy, ex pallanuotista e allenatore di pallanuoto sovietico (n. 1967)

## Pallavolisti(1)
- Vadim Chamutckich, pallavolista russo (Aša, n. 1969 - Belgorod, † 2021)

## Pattinatori artistici su ghiaccio(1)
- Vadim Naumov, ex pattinatore artistico su ghiaccio russo (Leningrado, n. 1969)

## Politici(2)
- Vadim Viktorovič Bakatin, politico sovietico (Kiselëvsk, n. 1937 - Mosca, † 2022)
- Vadim Krasnosel'skij, politico moldavo (Daurija, n. 1970)

## Pseudoscienziati(1)
- Vadim Aleksandrovič Černobrov, pseudoscienziato e ufologo russo (Oblast' di Volgograd, n. 1965 - † 2017)

## Rapper(1)
- Slimus, rapper russo (Mosca, n. 1981)

## Registi(6)
- Vadim Derbenёv, regista sovietico (Jaroslavl', n. 1934 - Mosca, † 2016)
- Vadim Dubrovickij, regista sovietico (Luninec, n. 1960)
- Vadim Dmitrievič Gauzner, regista sovietico (Leningrado, n. 1933 - Leningrado, † 1982)
- Vadim Lysenko, regista sovietico (n. 1933)
- Vadim Vasili'evič Michajlov, regista sovietico (Nevel', n. 1931 - San Pietroburgo, † 2023)
- Vadim Perelman, regista ucraino (Kiev, n. 1963)

## Scacchisti(2)
- Vadim Milov, scacchista svizzero (Ufa, n. 1972)
- Vadim Zvjagincev, scacchista russo (Mosca, n. 1976)

## Schermidori(2)
- Vadim Ajupov, ex schermidore russo (Ufa, n. 1974)
- Vadim Sharlaimov, schermidore kazako (n. 1996)

## Sollevatori(1)
- Vadim Vacarciuc, ex sollevatore e ex politico moldavo (Răuțel, n. 1972)

## Sovrani(1)
- Vadim il Coraggioso, sovrano russo (Velikij Novgorod, † 864)

## Violinisti(2)
- Vadim Gluzman, violinista israeliano (Žytomyr, n. 1973)
- Vadim Viktorovič Repin, violinista russo (Novosibirsk, n. 1971)

## Violisti(1)
- Vadim Borisovskij, violista sovietico (Mosca, n. 1900 - Mosca, † 1972)